# Dżaza’ir Dżiftun
Dżaza’ir Dżiftun (ar. جزر الجفتون) – bezludne wyspy w Egipcie, na Morzu Czerwonym, u wybrzeży Afryki, w pobliżu miasta Hurghada. Otoczone są rafami koralowymi, przez co stanowią cel wycieczek turystycznych z kurortów w Hurghadzie. W skład Dżaza’ir Dżiftun wchodzi m.in. Dżazirat Dżiftun al-Kabir (Wielki Dżiftun) i Dżazirat Dżiftun as-Saghir (Mały Dżiftun).